# 84926 Marywalker
84926 Marywalker è un asteroide della fascia principale. Scoperto nel 2003, presenta un'orbita caratterizzata da un semiasse maggiore pari a 2,7091015 UA e da un'eccentricità di 0,0931134, inclinata di 7,50717° rispetto all'eclittica.